# Konolfingen
Konolfingen es una comuna suiza del cantón de Berna, situada en el distrito administrativo de Berna-Mittelland. Limita al norte con las comunas de Schlosswil y Grosshöchstetten, al este con Mirchel y Niederhünigen, al sur con Freimettigen y Häutligen, al suroeste con Tägertschi, y al oeste con Münsingen.
Hasta el 31 de diciembre de 2009 situada en el distrito de Konolfingen.

## Transportes
Ferrocarril
Cuenta con una estación ferroviaria en la que efectúan parada trenes regionales y de cercanías pertenecientes a la red S-Bahn Berna.

## Ciudades hermanadas

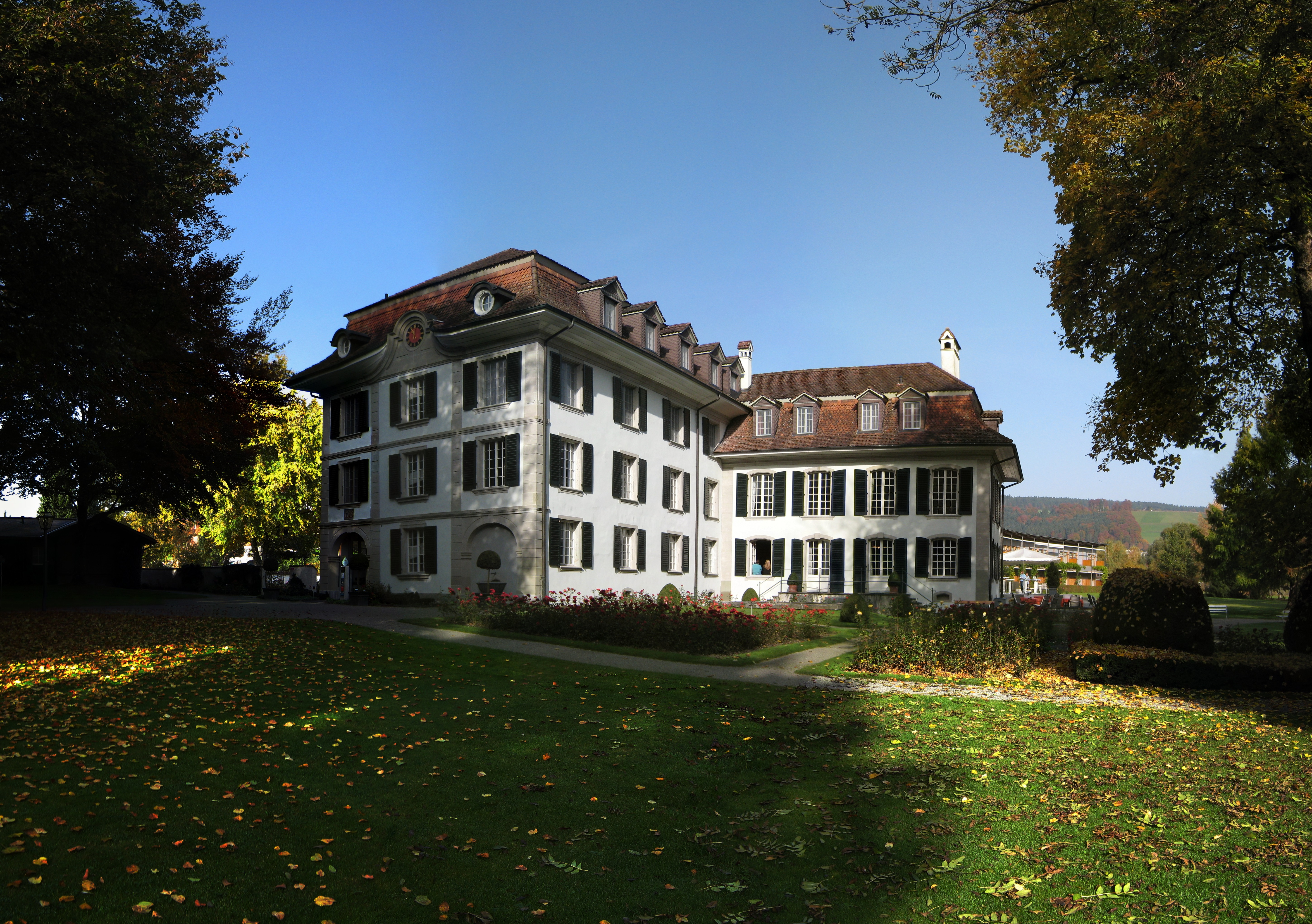
Hotel del Castillo de Hünigen.

- Počátky.